# المنظمة الأوروبية للأمراض النادرة
المنظمة الأوروبية للأمراض النادرة ( EURORDIS ) هي تحالف غير حكومي يتكون من منظمات المرضى والأفراد النشطين في مجال الأمراض النادرة. يشجّع هذا التحالف البحث في الأمراض النادرة والتطوير التجاري للأدوية اليتيمة. المنظمة مكرّسة لتحسين نوعية الحياة لجميع الأشخاص المصابين بأمراض نادرة في أوروبا. تأسست افي عام 1997؛ وهي مدعومة من قبل أعضائها والجمعية الفرنسية لضمور العضلات (AFM) والمفوضية الأوروبية ومؤسسات الشركات وصناعة الصحة.
يقدّر عدد الأشخاص المصابين بأمراض نادرة في أوروبا وحدة بنحو 20-30 مليون شخص، وتقدر الأمراض النادرة بنحو 6000 مرض. تمثل المنظمة الأوروبية للأمراض النادرة أكثر من 960 منظمة للأمراض النادرة في 63 دولة مختلفة (منها 26 دولة عضو في الاتحاد الأوروبي)، تغطي نشاطاتها أكثر من 2000 مرض نادر.
تعتبر المنظمة الأوروبية للأمراض النادرة تطور لحركة الدفاع عن الذات للمرضى، والتي تُعزى على نطاق واسع إلى نشاط الإيدز.
كما تعتبر المنظمة الأوروبية للأمراض النادرة الشريك المؤسس ليوم الأمراض النادرة الذي أطلق في عام 2008 ولا تزال المنسق الرئيسي له.
تشمل المنظمات الوطنية ذات التركيز المماثل كل من المنظمة الوطنية للاضطرابات النادرة (NORD) في الولايات المتحدة، والمنظمة الكندية للاضطرابات النادرة (CORD) في كندا، منظمة الأمراض النادرة في الهند (ORDI) في الهند، وتحالف الأمراض النادرة المزمنة ( ACHSE) في ألمانيا، والاتحاد الإسباني للأمراض النادرة في إسبانيا.

## أنظر أيضاً
- أورفانت

## روابط خارجية
- موقع المنظمة الرسمي
- مشروع EURORDIS وNORD لتطوير مجتمعات المرضى عبر الإنترنت
- الموقع العالمي لمعلومات وأنشطة يوم الأمراض النادرة